# سانگ‌یانگ موسو
سانگ‌یانگ موسو (SsangYong Musso) یک خودرو شاسی‌بلند و وانت سواری شهری ـ بیابانی (Off-Road) لوکس است. نام (موسو) به معنای کرگدن است. موسو اس‌یووی نتیجه همکاری بین سانگ‌یانگ و Daimler-Benz و این خودرو توسط کن گرینلی طراحی شده بود. این ماشین دارای مدل دیگری به نام موسو اسپرت که ان را نیز با نام اکتیون اسپرت نیز می‌شناسند. موسو اس‌یووی تولید شده از سال ۱۹۹۳ تا ۲۰۰۵، و موسو اسپرت از سال ۲۰۰۲ تا ۲۰۰۵ تولید شده‌است.
در ژنو ۲۰۱۸، این پیکاپ جدید (وانت موسو) سانگ‌یانگ با یک پلت فرم جدید که شباهتی با رکستون G4 دارد و نسل سوم موسو وانت هست رونمایی شد.

## موسو اس‌یووی (۱۹۹۳–۲۰۰۵)

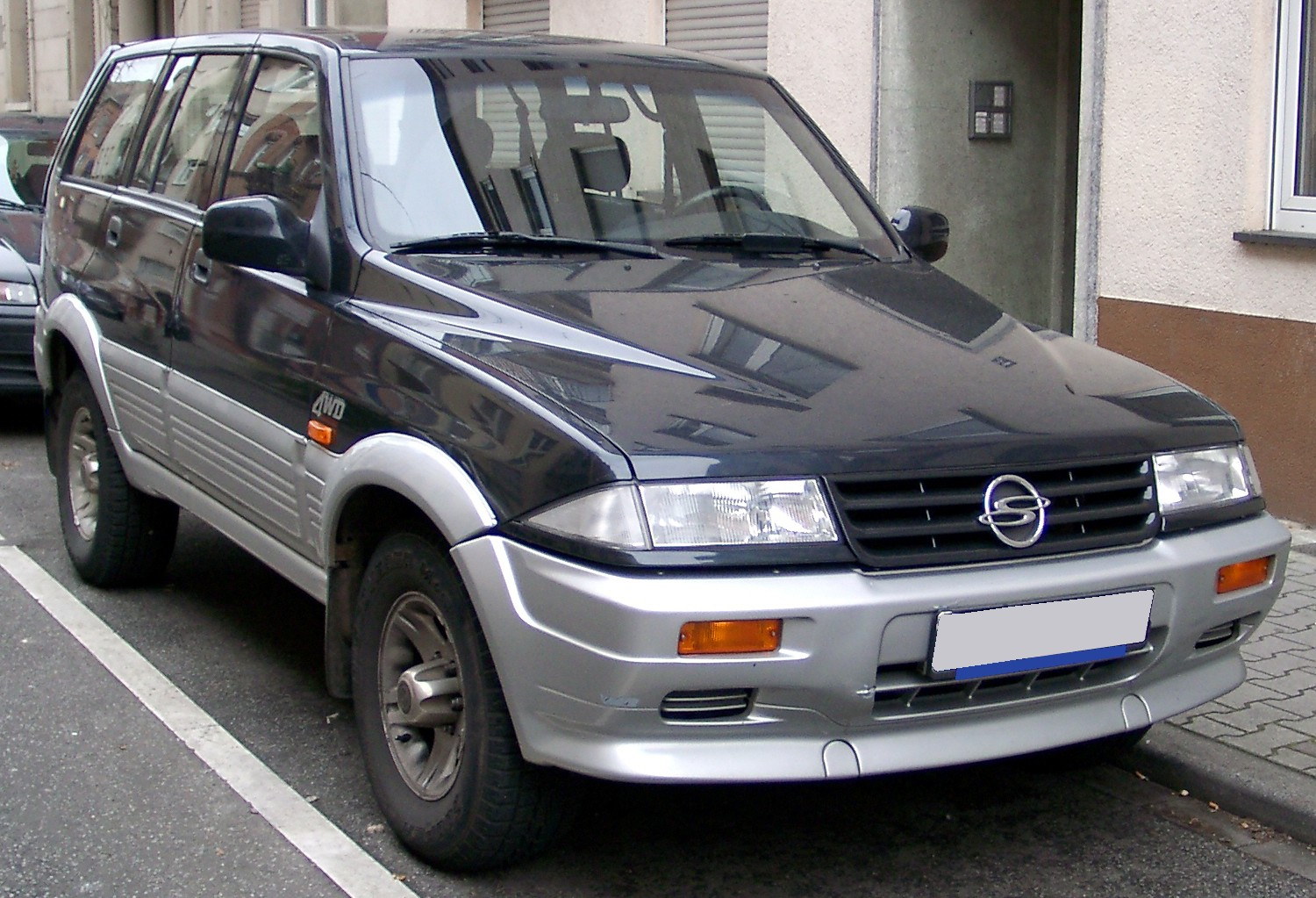
سانگ یانگ موسو ۱۹۹۳–۹۸، نمای جلو

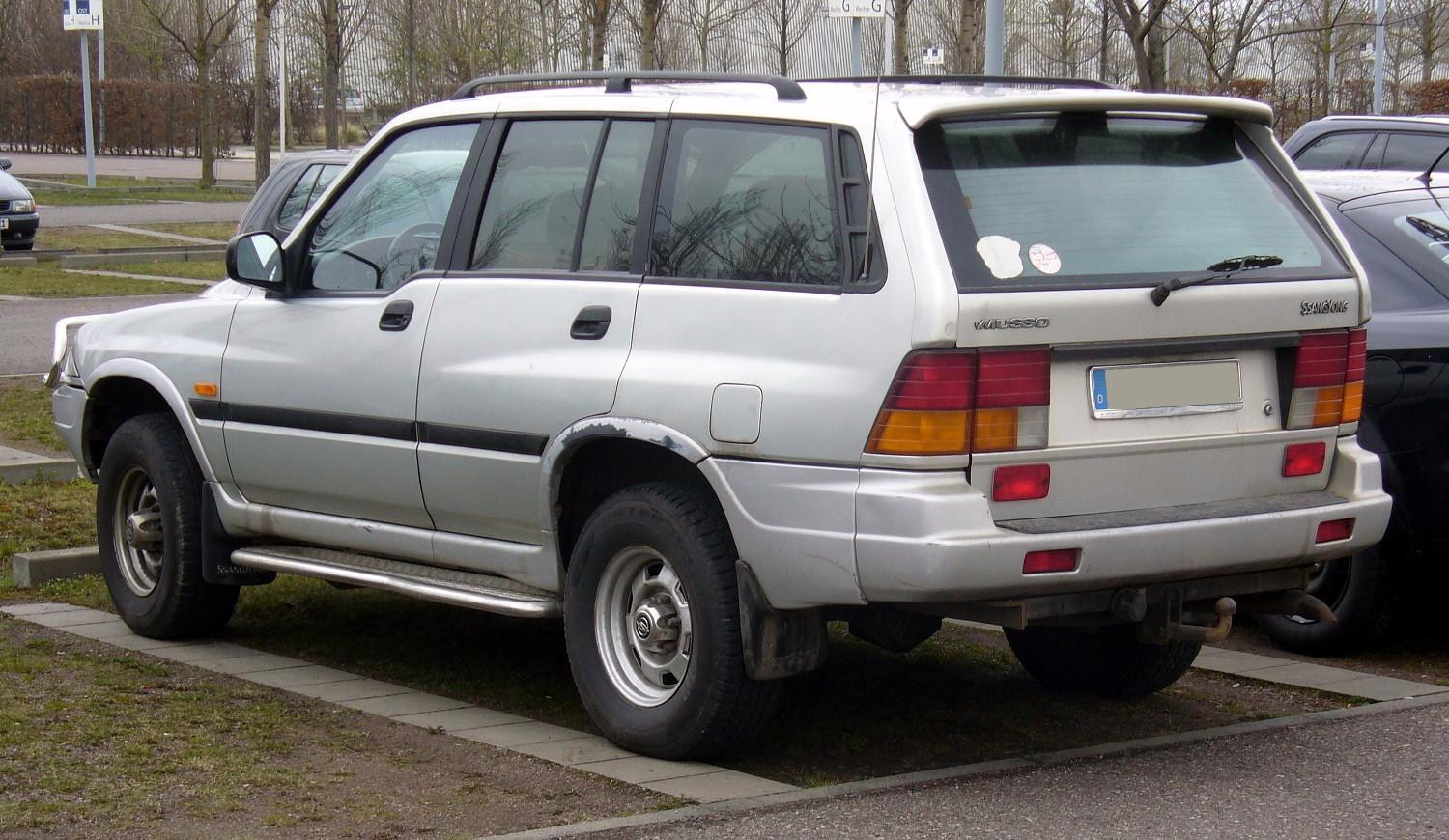
سانگ یانگ موسو ۱۹۹۳–۹۸, نمای پشت

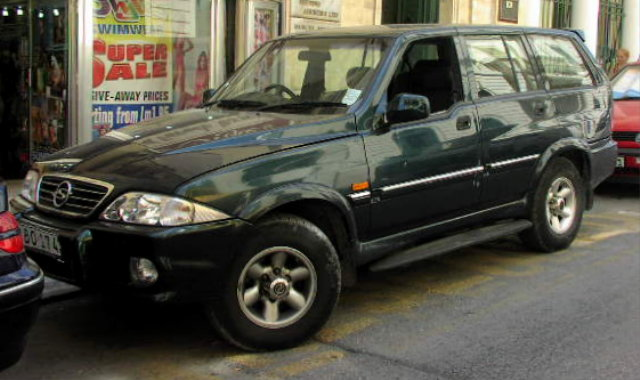
سانگ یانگ موسو ۱۹۹۸–۰۵, نمای جلو

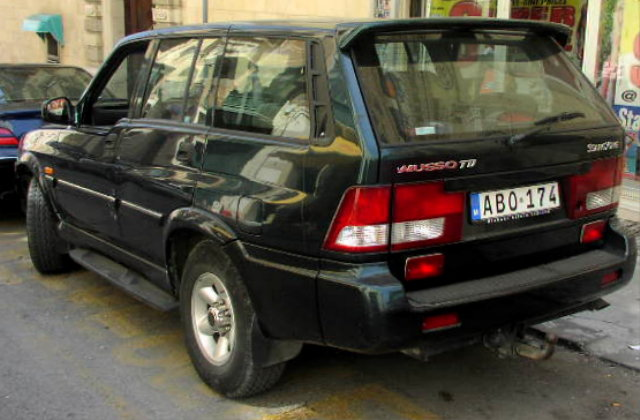
سانگ یانگ موسو ۱۹۹۸–۰۵, نمای پشت

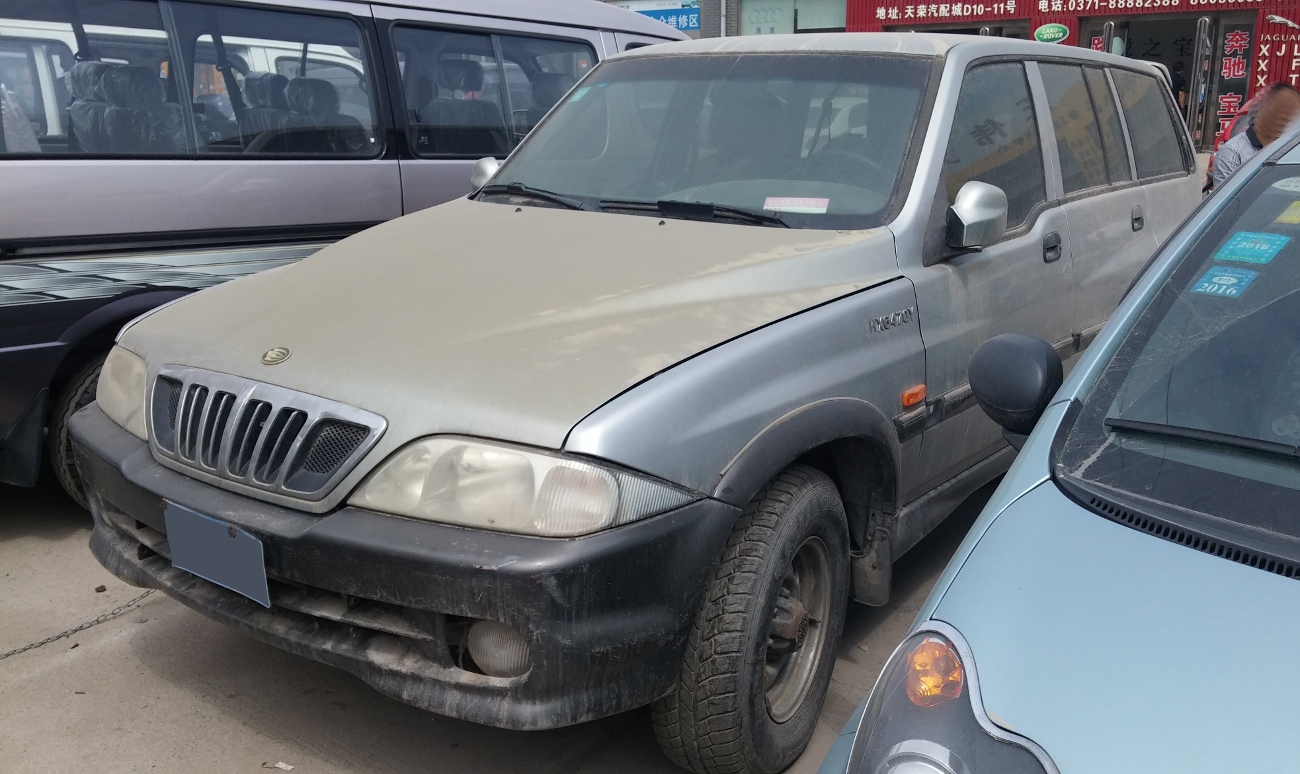
دی‌ای‌دی‌آی موسو آرایکس۶۴۷۰ نمای جلو (چین)

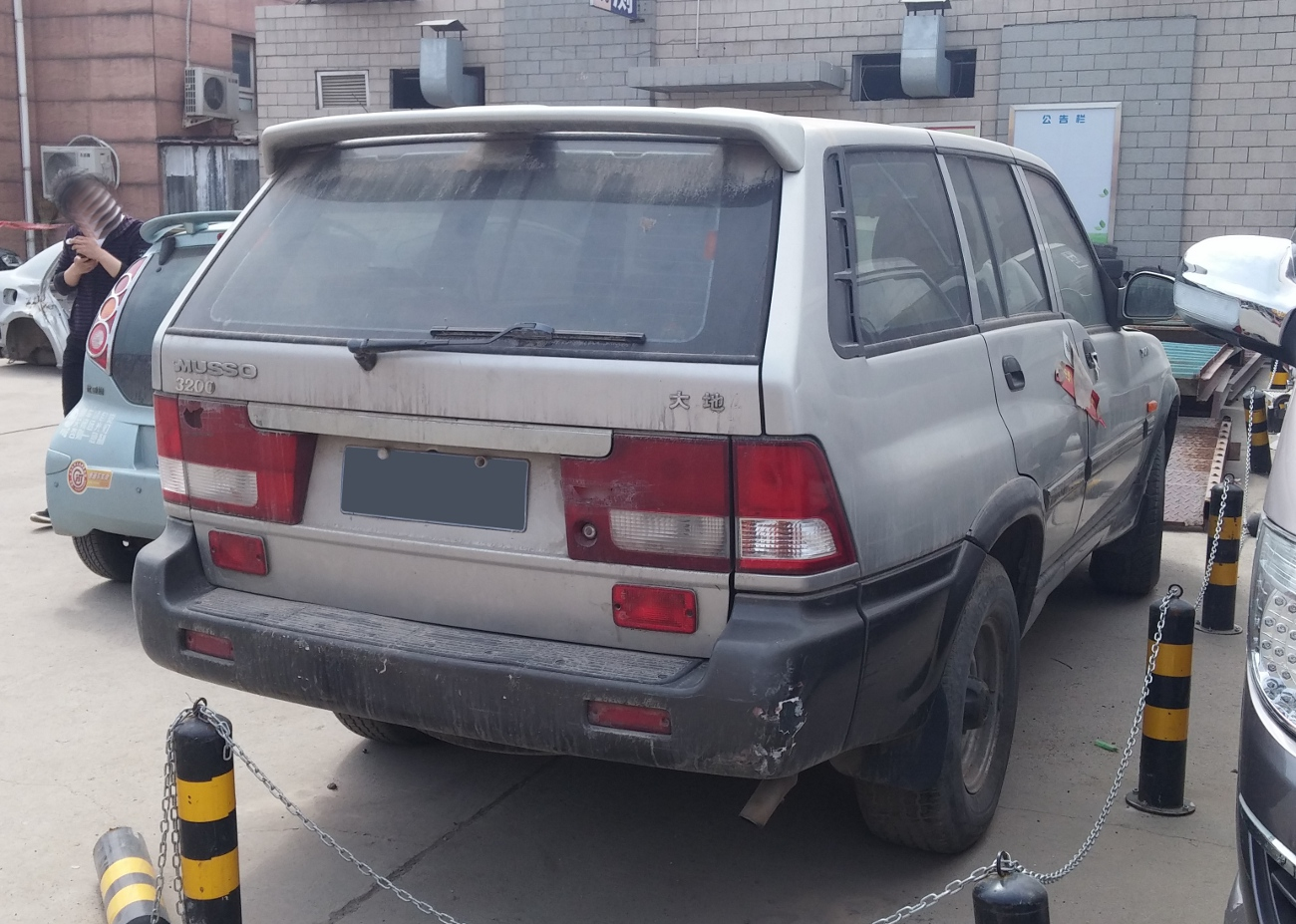
دی‌ای‌دی‌آی موسو آرایکس۶۴۷۰ نمای پشت (چین)

جذاب‌ترین ویژگی موسو که بیشتر از هر چیز راجع به آن صحبت می‌شود موتورهای آن است که طراحی مرسدس بنز هستند.
سانگ یانگ موسو خودرویی است که از سال ۱۹۹۳ تا ۲۰۰۵ SsangYong در کره جنوبی تولید و از سال ۲۰۰۳ تا ۲۰۰۶ شرکت مرتب در ایران و از سال ۲۰۰۸ تا ۲۰۱۱ TagAZ در روسیه مونتاژ و وارد شده‌است. سانگ یانگ موسو در سال ۱۹۹۶ در استرالیا با موتورهای بنزینی و دیزلی که از مرسدس به عاریت گرفته شده بودند به بازار عرضه شد. همچنین گیربکس اتوماتیک این خودرو توسط مرسدس طراحی شده‌است. هدف از تولید موسو رقابت در کلاس خودروهای دو دیفرانسیل سایز متوسط مانند پاجرو، پرادو، جیپ و نیسان پَت فایندر بوده‌است.
موسو سال ۱۹۹۳ چشم به جهان گشود و در سال ۱۹۹۷ سانگ یانگ با کمپانی دوو شریک شد که این همکاری موجبات تولید موسو را علاوه بر کمپانی خود در کمپانی دوو هم فراهم ساخت که با نام دوو موسو به فروش می‌رسید. موسو در ایران توسط شرکت مرتب خودرو مونتاژ می‌شد که تولیدکننده خودروهای لندروور با نام پاژن است. پسندیدن ظاهر موسو بستگی به سلیقه شما دارد ولی بدون شک استایل و هویت این خودرو منحصر به خودش است که نظرات منفی و مثبت را متوجه خود می‌کند. کیفیت ساخت این خودرو نسبتاً بالاست. اما این موفقیت تا جایی ادامه داشت که واردات خودرو آغاز و البته باعث شد تا موسوی گمنام و البته نه چندان دلچسب نیامده برود و زیاد شناخته نشود. موسو در کشور ما با دو نوع پیشرانه و با دو نوع گیربکس به بازار عرضه شد که یکی موتور شش سیلندر با حجم ۳۲۰۰ سی سی که همان موتور بنز E320EL است و دیگری موتور چهار سیلندر ۲۳۰۰ سی سی که همان موتور بنز E230EL است. اما موسو دارای امکانات بسیار زیادی است که با توجه به پول پرداختی مقرون به صرفه به نظر می‌آید. موسو در بخش ایمنی دارای امکاناتی همچون ایربگ، ترمز ABS، میله‌های درون درها و سیستم‌های پیشرفته ای همچون سیستم TCS است که برای گذر از محل‌های لغزنده مناسب است. سیستم ABD برای جلوگیری از گیر کردن خودرو در چاله‌ها یا مسیرهای گلآلود به کار می‌رود به صورتی که اگر چرخی در گل گیر کند این سیستم با انتقال نیرو به چرخ‌هایی که درگیر با سطح غیرلغزنده هستند خود را از آن محیط بیرون می‌کشد. سیستم TOD هم میزان قدرت مورد نیاز برای اکسل‌های جلو و عقب را تغییر می‌دهد و درصد تقسیم توان چرخ‌های جلو و عقب را به صورت خودکار تنظیم می‌کند که باعث هندلینگ بهتر خودرو در سر پیچ‌ها می‌شود و از محیط‌های لغزنده به راحتی عبور می‌کند. سیستم EBD نیز مکملی برای سیستم ABS است و با تقسیم نیروی ترمز به میزان لازم برای اکسل‌های جلو و عقب بیشترین تأثیر را برای سر نخوردن خواهد داشت این سیستم با تقسیم نیروی ترمز بین چرخ‌های جلو و عقب از چرخش خودرو هنگام ترمز کردن در سر پیچها جلوگیری می‌کند. سیستم ECS با کنترل سرعت از چرخش و انحراف خودرو در پیچها جلوگیری می‌کند و به وسیله دکمه ECS/SPORT بر روی داشبورد قابل کنترل است. اما موسو دارای سه نوع سیستم تعلیق است که از حالت 2H برای رانندگی در جاده‌های شهری شروع شده و پس از آن به 4H برای حرکت در جاده‌های کوهستانی و لغزنده با سرعت بالا می‌رسد و در نهایت به 4L برای حرکت در جاده‌های صعب العبور با سرعت پایین و قدرت بالا خواهد رسید که به صورت دستی قابل تنظیم و انتخاب است. از موارد دیگری که برای بالا بردن ایمنی سرنشینان موسو در نظر گرفته شده می‌توان به قفل شدن درهای خودرو در سرعت‌های بالای ۵۰ کیلومتر به صورت خودکار اشاره داشت، همچنین در صورت وارد شدن ضربه به خودرو در سرعتهای بالای ۱۵ کیلومتر نیز در صورتی که سنسورها ضربه دیگری را احساس نکنند به صورت خودکار باز خواهند شد.
این خودرو توسط شخصی به نام کن گرینلی از بخش هنر کالج سلطنتی لندن طراحی شده‌است.
سیستم پیشرانه
در تمامی مدلهای آن نیز از موتورهای بنز استفاده می‌شود، موتورهای نصب شده بر روی این خودرو، توسط تولیدکننده کره‌ای به شرح زیر است:
1. موتور بنزینی ۶ سیلندر ۳۲۰۰ سی سی (همان موتور بنز E320EL)
2. موتور بنزینی ۴ سیلندر ۲۳۰۰ سی سی (همان موتور بنز E230EL)
3. موتور دیزلی ۵ سیلندر ۲۹۰۰ سی سی (۶۰۲TD)
4. موتور دیزلی ۴ سیلندر ۲۳۰۰ سی سی (۶۰۱TD همان موتور بنز V۲۳۰)

اما شرکت خودروسازی مرتب تنها مدلهای بنزینی را برای بازار ایران در نظر گرفت و مدلهای ۴ سیلندر (دنده ای) و ۶ سیلندر (اتوماتیک و دنده ای)، را به بازار عرضه کرد.
| مدل         | E23M1                              | E32M1                              | E32M3                              |
| ----------- | ---------------------------------- | ---------------------------------- | ---------------------------------- |
| موتور       | ۴ سیلندر انژکتوری کنترل الکترونیکی | ۶ سیلندر انژکتوری کنترل الکترونیکی | ۶ سیلندر انژکتوری کنترل الکترونیکی |
| حجم موتور   | ۲۲۹۹سی سی                          | ۳۱۹۹سی سی                          | ۳۱۹۹سی سی                          |
| قدرت موتور  | ۱۴۰@۶۵۰۰                           | ۲۲۱@۶۵۰۰                           | ۲۲۱@۶۵۰۰                           |
| گشتاور      | ۲۱۵ نیوتن متر                      | ۳۱۰ نیوتن متر                      | ۳۱۰ نیوتن متر                      |
| تعداد سوپاپ | ۱۶                                 | ۲۴                                 | ۲۴                                 |
| گیربکس      | ۵ دنده دستی                        | ۵ دنده دستی                        | ۴ اتوماتیک (تیپ ترونیک)            |

سیستم تعلیق
این خودرو در جلو از میله‌های پیچشی Torsion و بازوهای جناغی دوبل و در عقب از فنرهای پیچشی و اتصالات چند عضوی تشکیل شده‌است و سواری قابل قبولی در مسیرهای آسفالت شده برای این خودرو به ارمغان می‌آورد؛ ولی در مسیرهای پوشیده از گل و لای تمایل به سر خوردن دارد که مقابله با آن مستلزم توجه کامل راننده است. تواناییهای آفرود موسو در حد متوسط است و سیستم دو دیفرانسیل آن دائمی است.

## سانگ‌یانگ موسو اسپرت (سری P100; ۲۰۰۲–۲۰۰۵)

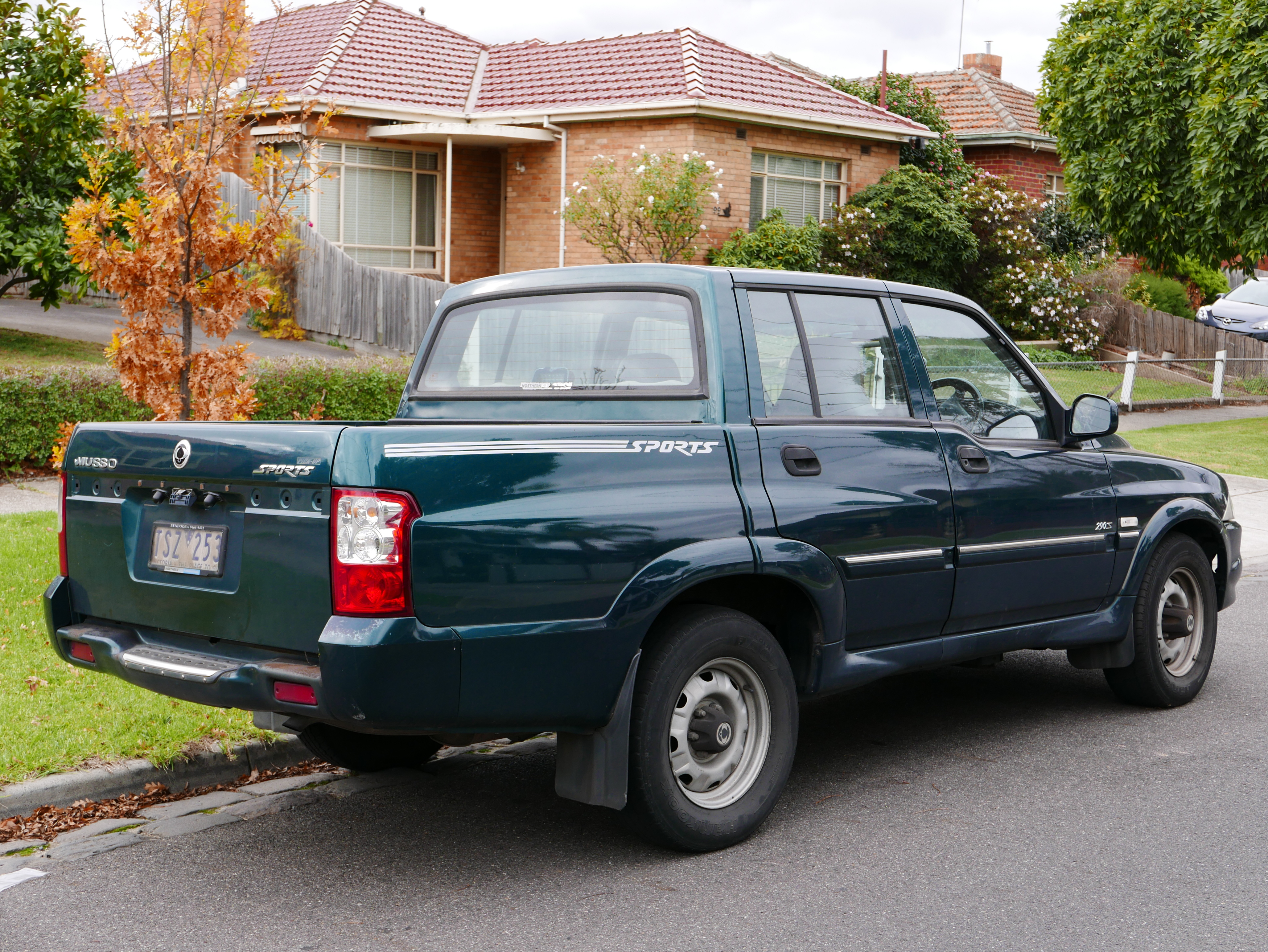

سری P100 موسو اسپرت یک نسخه وانت از سانگ‌یانگ موسو اس‌یووی است که از سال ۲۰۰۲ تا ۲۰۰۵ تولید شده‌است. این خودرو با موتور مرسدس بنز و صندلی چرم و صندلی‌های پنجگانه را طراحی شده‌است. مدل‌های بعد نیز گزینه توربو دیزلی و همچنین دیگر آپشنها مانند سایبان، باله، چراغ عقب اضافی، ترمز کروم و یک ردیف اضافی چرخ برای نگه داشتن وزن داشت.

## سانگ‌یانگ موسو اسپرت جدید (سری کیو۲۰۰ ۲۰۱۸–اکنون)

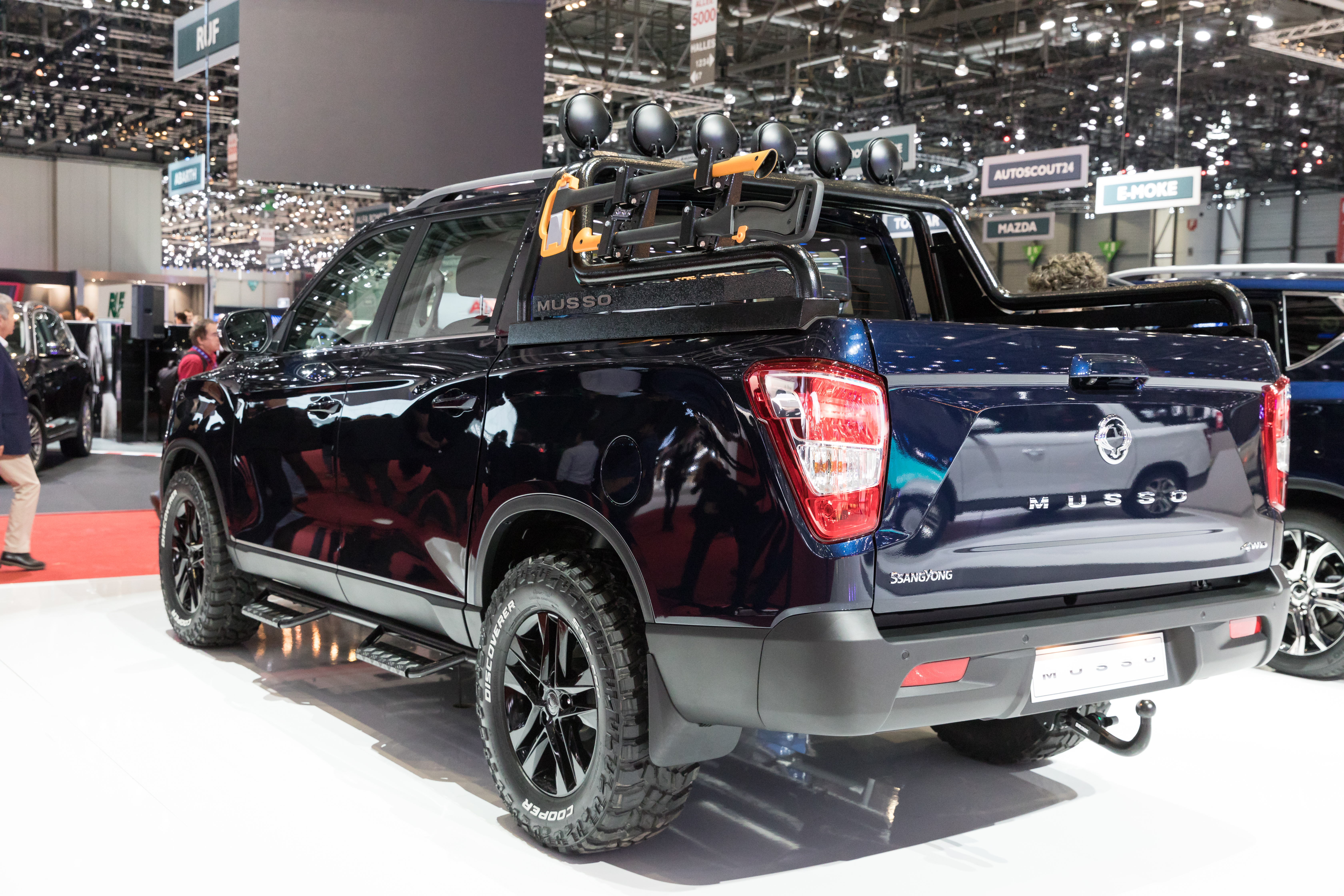
سانگ‌یانگ موسو اسپرت در نمایشگاه خودرو ژنو ۲۰۱۸

سری Q200 Musso یک کامیون وایکینگ است که از موتور ژانویه ۲۰۱۸ به بازار کره و بازار جهانی عرضه شده‌است. این خودرو با سیستم پیشرفته فولاد پیشرفته SsangYong با استفاده از نسل دوم پیشرفته SsangYong Rexton
Rexton با انتخاب جدید موتور توربو ۲۲۵ اسب بخار ۲٫۰ لیتر E XGDI 200T یا موتور ۱۸۱ اسب بخار ۲٫۲ لیتری E-XDI 220 که با Rexton عرضه می‌شود و در چهار چرخ دو چرخ یا نیمه وقت راندن. این مجهز به انتقال خودکار اتوماتیک ۶ سرعته AISIN یا انتقال دستی ۶ سرعته است. ماکسو وانت همچنین دارای تعلیق پنج لاین با اختیاری قفل کردن اختیاری (LD) می‌باشد.
ایمنی
وانت مسیو مجهز به شش کیسه هوا است. همچنین دارای سیستم رانندگی ایمنی هوشمند از قبیل سیستم ترمز اضطراری خودکار (AEBS)، تشخیص نقطه کور (BSD) و هشدار ترافیکی عقب (RCTA) است.
.

## نگارخانه

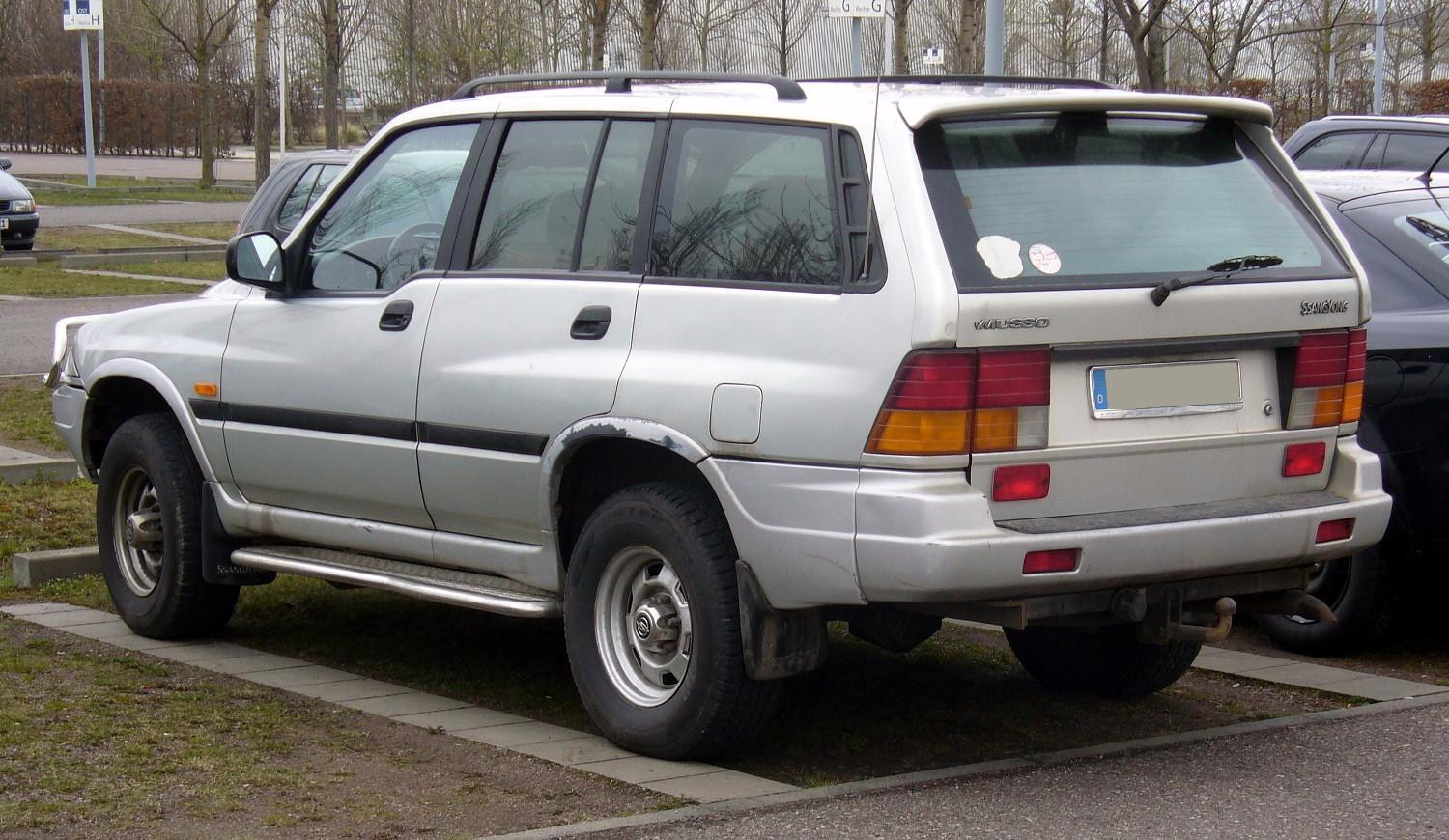
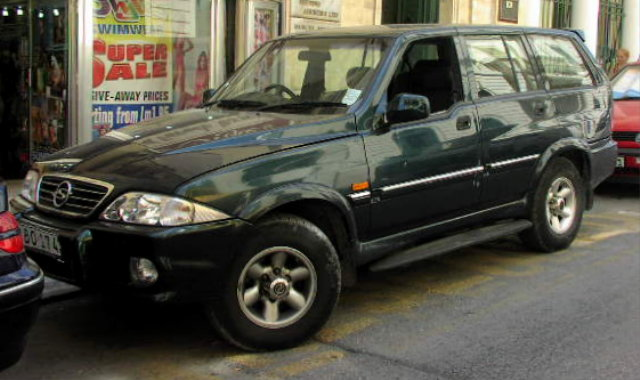
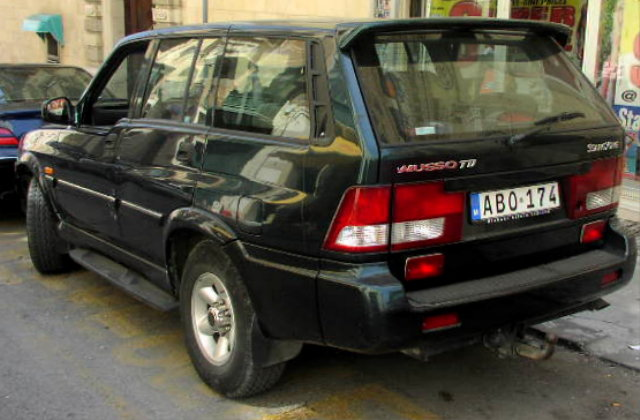
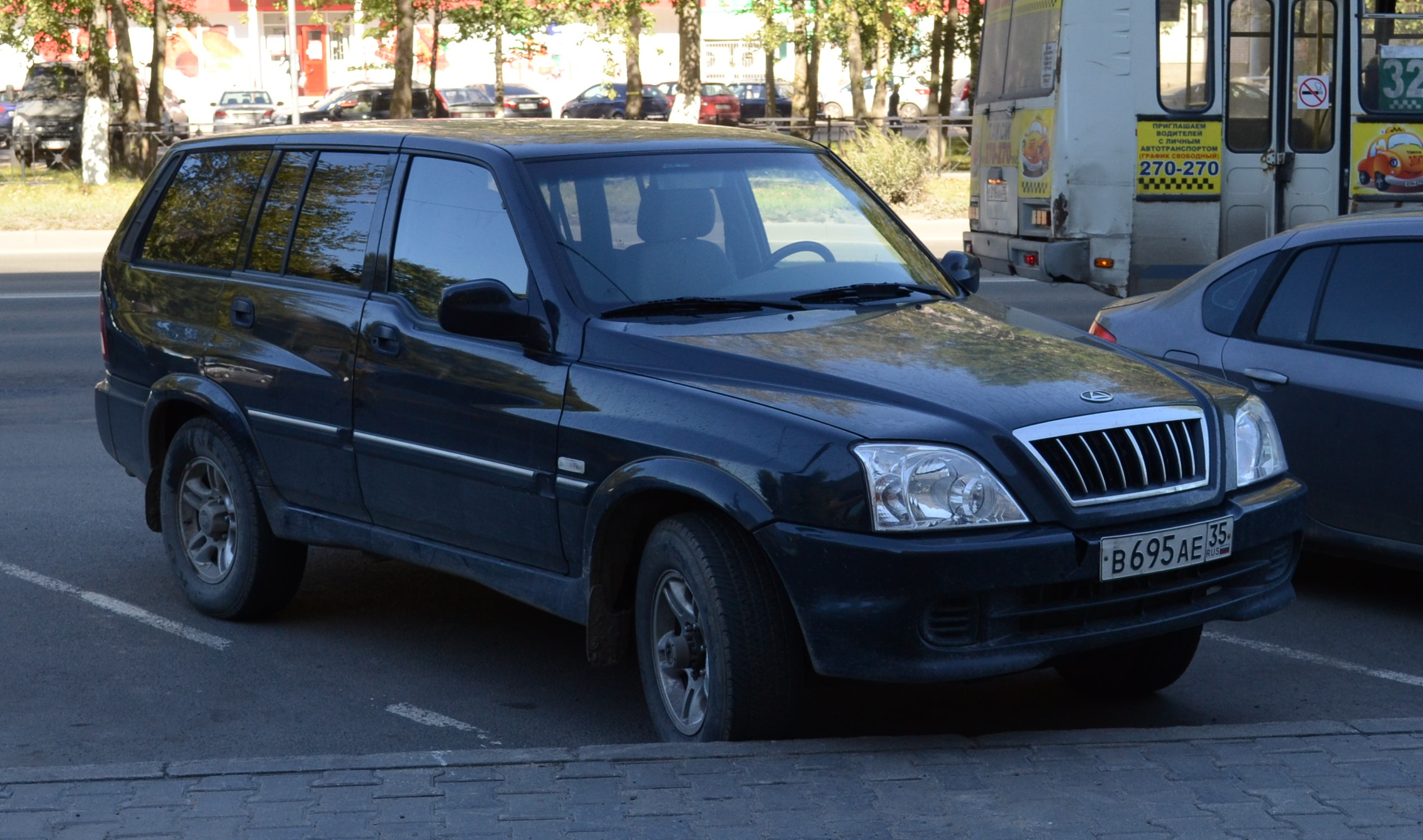